# Douwen
Douwen is een gehucht in de gemeente Het Hogeland in de Nederlandse provincie Groningen.

## Geografie
Douwen ligt ten zuidoosten van Leens en ten zuidwesten van Wehe-den Hoorn, ten oosten van de samenvloeiing van het Warfhuisterloopdiep en de Hoornse Vaart tot het Hunsingokanaal. Het gehucht grenst in het westen aan het gehucht 't Stort. Douwen valt onder Zuurdijk en bestaat uit een drietal verspreid gelegen boerderijen: Ten noorden van het Warfhuisterloopdiep staat aan het einde van een graspad (Trekweg 2) een oude kop-rompboerderij (voor het eerst genoemd in 1746), die al sinds 1977 niet meer in gebruik is en vanaf de weg nauwelijks te zien is. Ten zuiden van het Loopdiep staat bij de brug boerderij Douwen (Douwensterweg 3). Deze boerderij was vóór de reductie van 1594 in het bezit van het klooster Bloemhof uit Wittewierum en tot 1874 waren nog 4 jukkken land eigendom van het Kalendebroederschap van de Marne. Vermoedelijk stond de boerderij vroeger op een later afgegraven grote wierde, die zich uitstrekte tot aan noordzijde van het veel later gegraven Warfhuister Loopdiep. De huidige schuren dateren van 1818 en het woonhuis van 1960. Ten zuidoosten van boerderij Douwen staat boerderij Moestop (Douwensterweg 2).
De boerderijen zijn over het water verbonden door de brug Douwstertil (Gronings: Daauwnstertil), Douwenstertil of Douwertil. Ten westen van Douwen stroomt de Zwaluwetocht (een restant van de Swalve) in het Hunsingokanaal. Deze tocht liep vroeger door naar Verhildersum om uit te stromen in het Molenrijstermaar, dat toen nog Hornhuistermaar heette. Met het graven van het Hunsingokanaal is het noordelijke deel van de Zwaluwetocht onderdeel geworden van de Hoornse Vaart.

## Naam
De oudste vermelding van Douwen dateert uit 1381 als da Dowa. In Spanheims Staatboek (1721) werd het geschreven als 'op de Douwen'. De herkomst en betekenis van de naam is onbekend.
Douwen is ook de benaming van de streek rondom het gehucht, die grotendeels in het oude kerspel Leens ligt en deels ook in het oude kerspel Zuurdijk. In 1840 telde het gehucht negen huizen en boerderijen, een aantal dat sindsdien nauwelijks gewijzigd is.

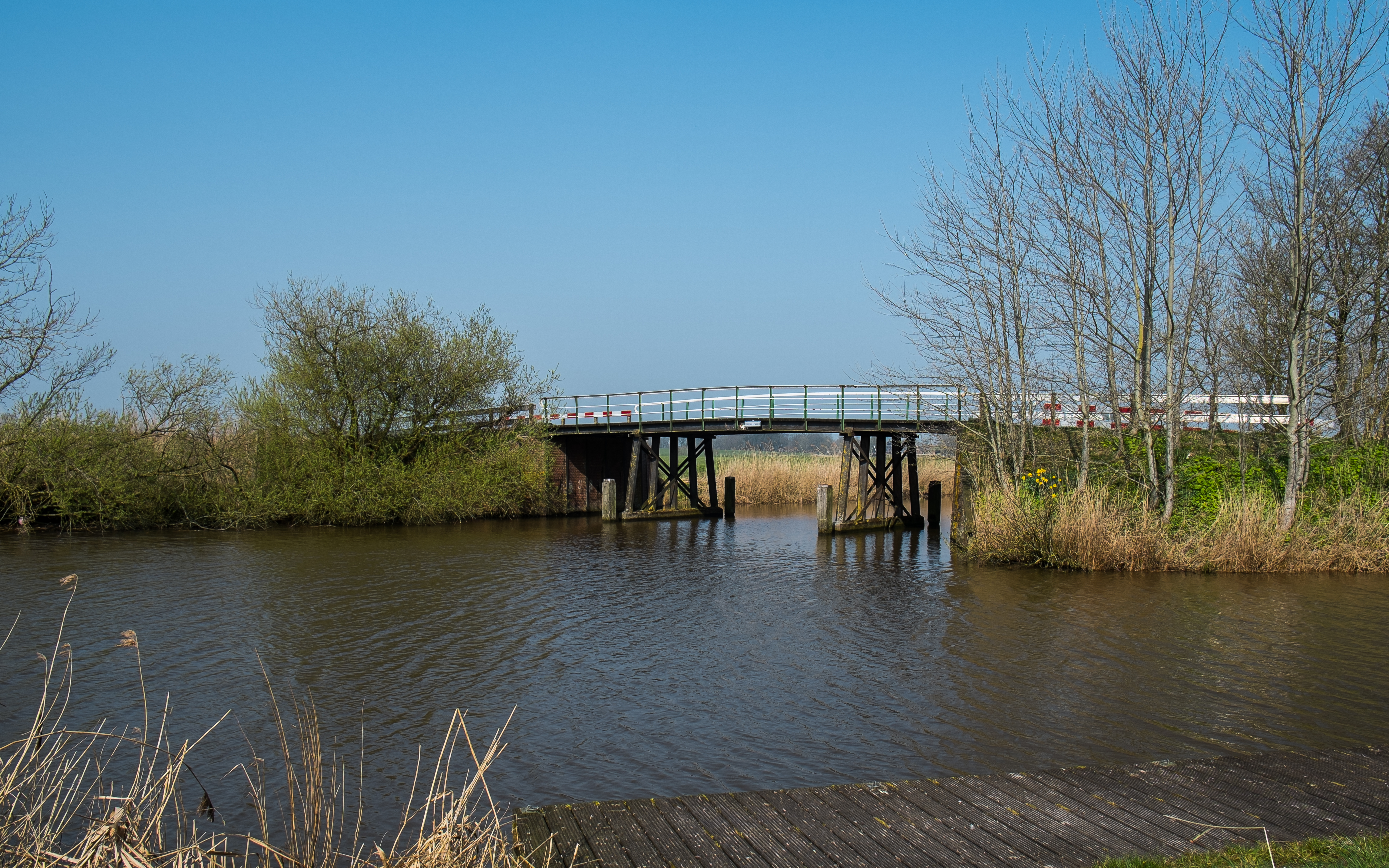
Samenloop van de Hoornse Vaart (midden) en het Warfhuizerloopdiep (rechts) tot het Hunsingokanaal (links) met de Hellenstertil en achter de bomen 't Stort.
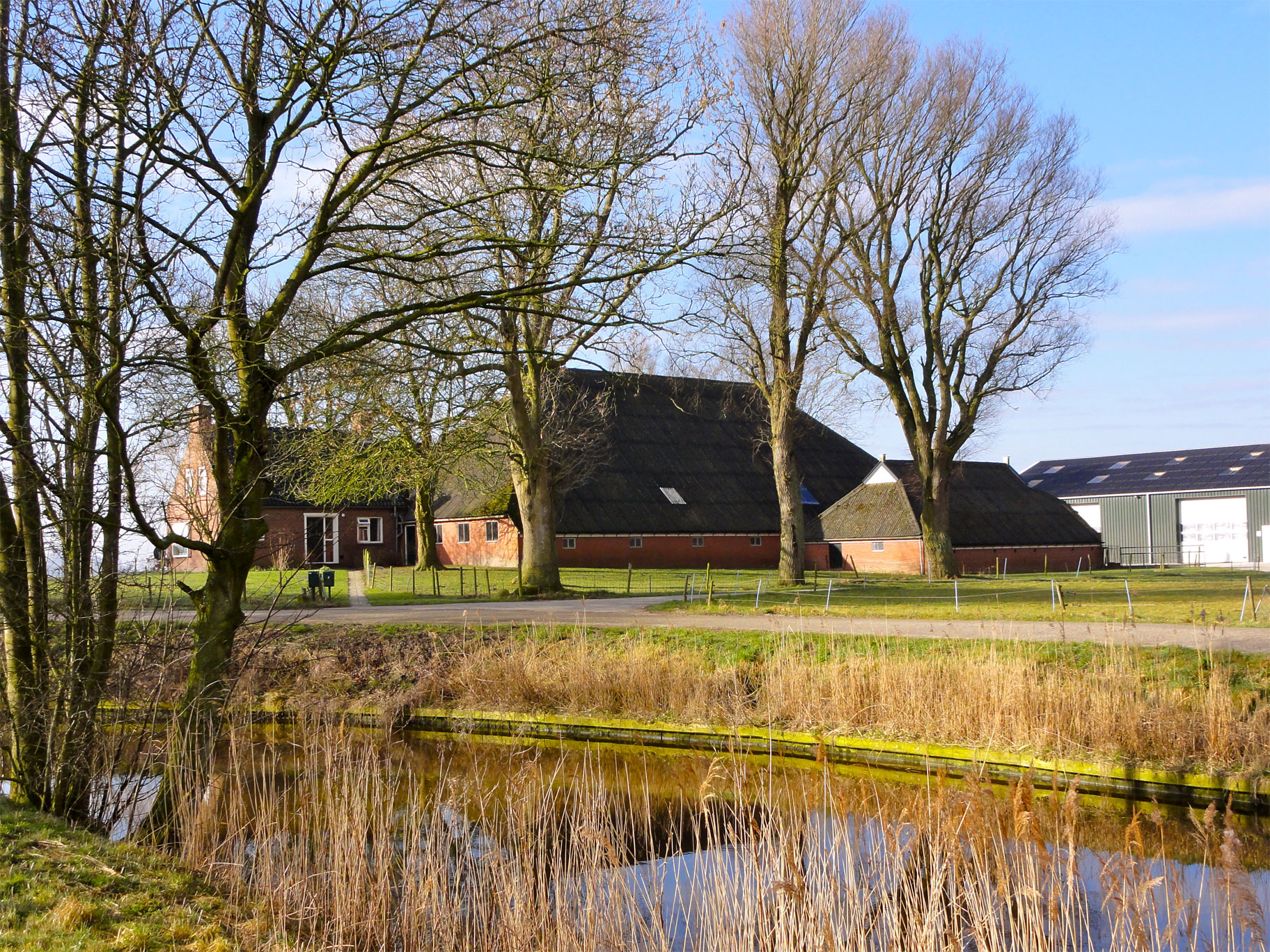
Boerderij Douwen gezien vanaf 't Stort.
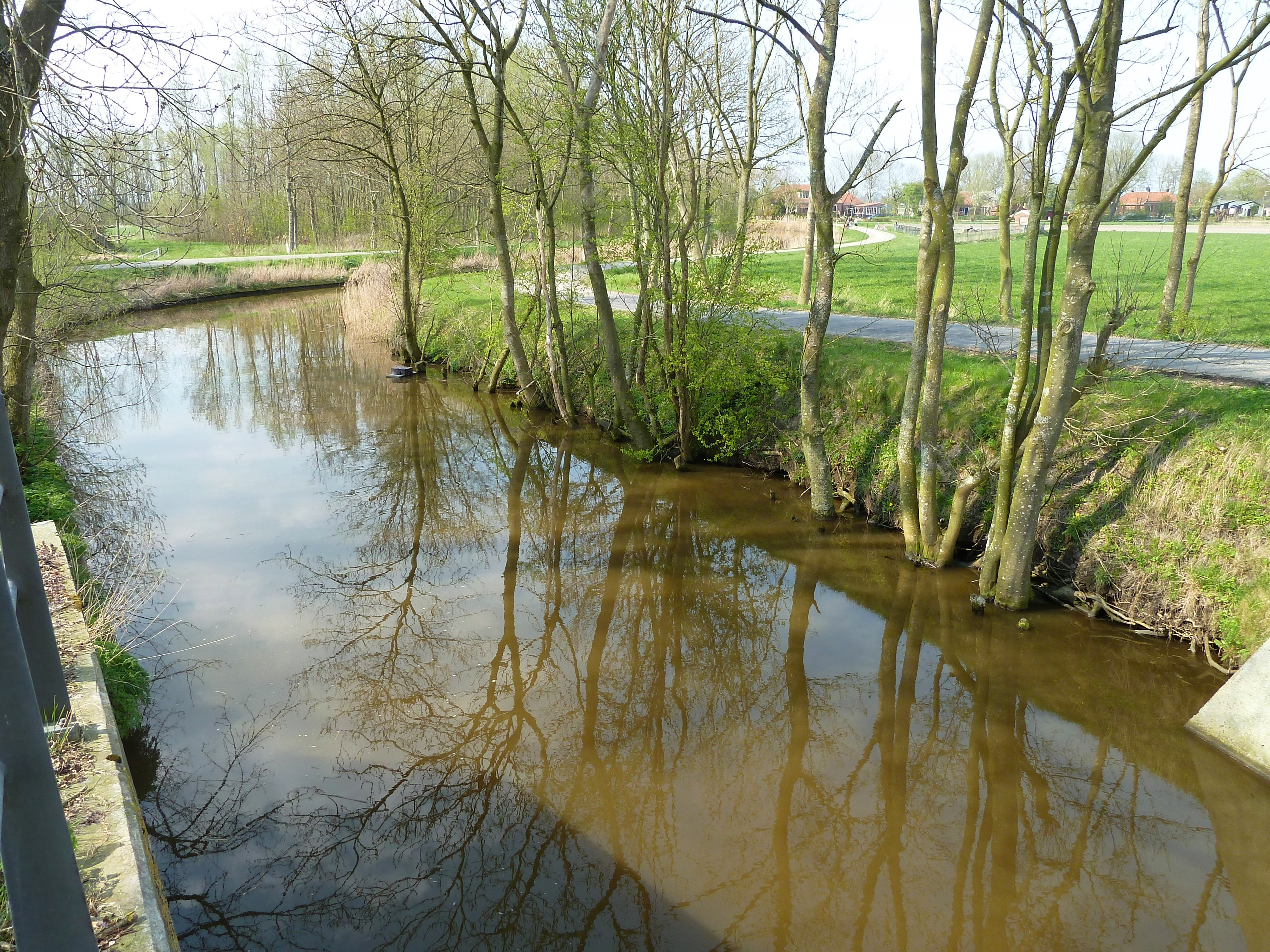
Gezicht over het Warfhuister Loopdiep vanaf de Douwstertil met 't Stort op de achtergrond.
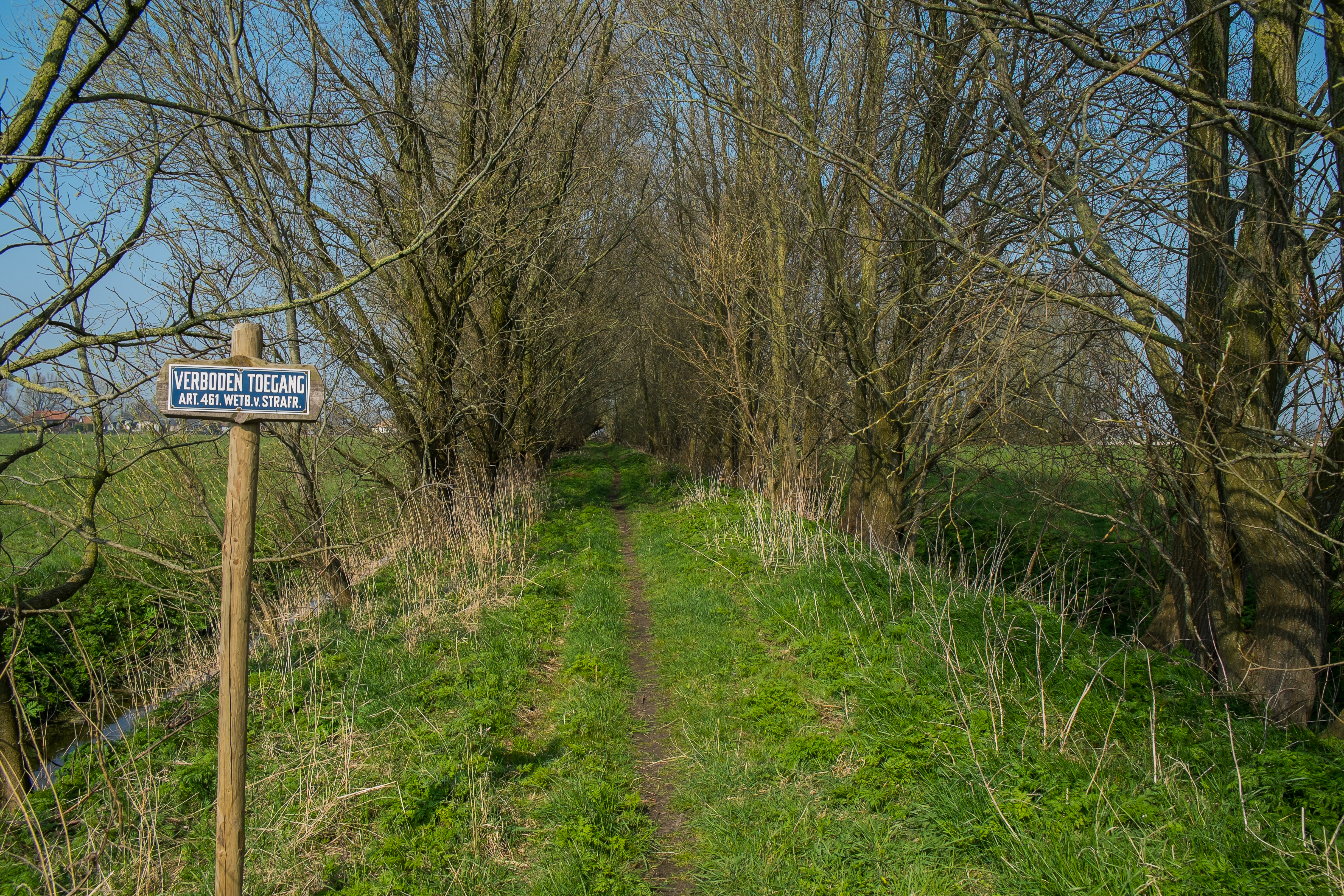
Het graspad naar boerderij Trekweg 2, die aan het zicht wordt onttrokken door de bomen.
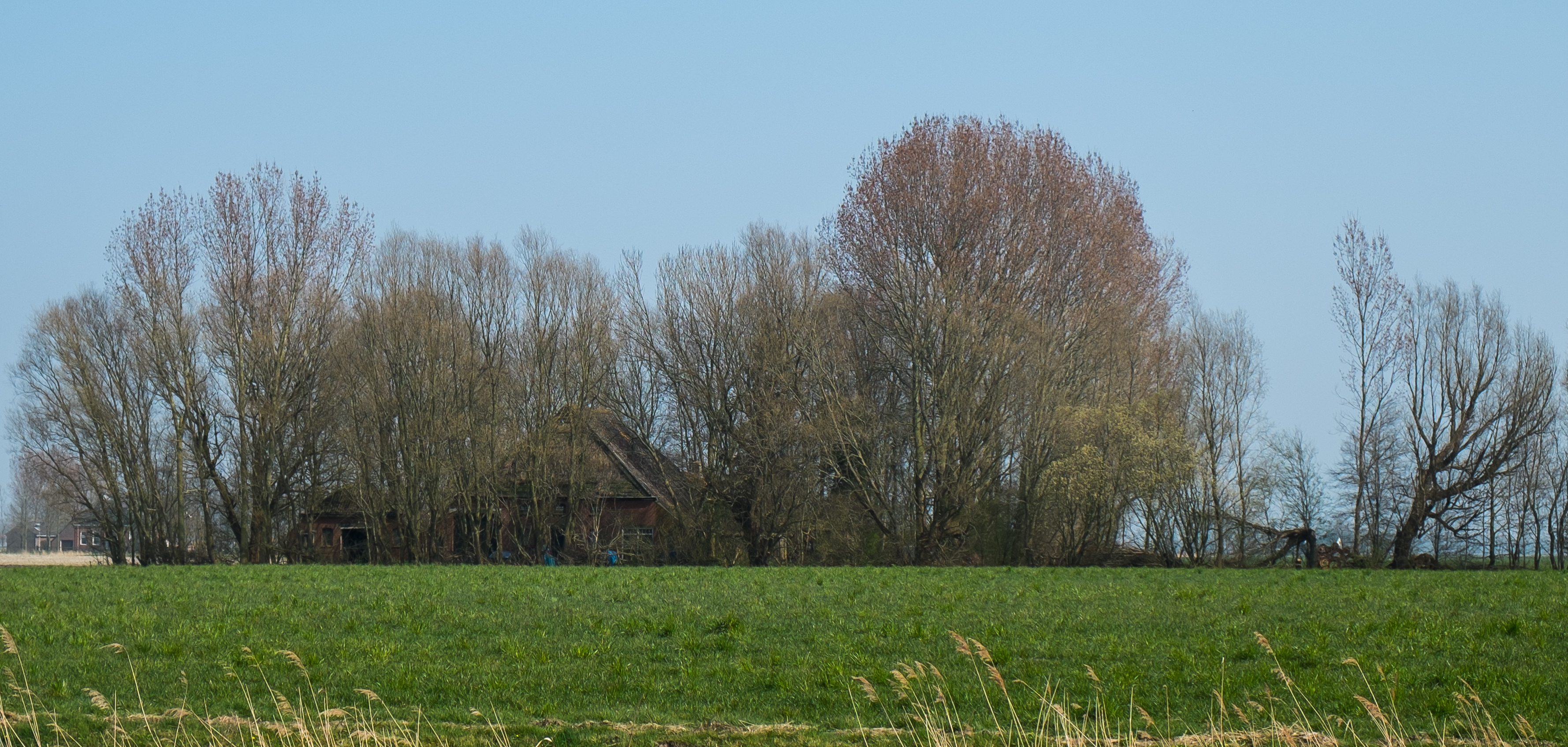
Contouren van boerderij Trekweg 2.

Hoofdplaats: Uithuizen

Dorpen: Adorp · Den Andel · Baflo · Bedum · Eenrum · Eppenhuizen · Hornhuizen · Houwerzijl · Kantens · Kloosterburen · 't Lage van de Weg · Lauwersoog · Leens · Leenstertillen · Lutjewolde · Mensingeweer · Molenrij · Niekerk · Noordwolde · Oldenzijl · Onderdendam · Onderwierum · Oosteinde · Oosternieland · Pieterburen · Rasquert · Rodewolt · Roodeschool · Rottum · Saaxumhuizen · Sauwerd · Startenhuizen (deels) · Stitswerd · Tinallinge · Uithuizermeeden · Ulrum · Usquert · Vliedorp · Vierhuizen · Warffum · Warfhuizen · Wehe-den Hoorn · Westerdijkshorn · Westernieland · Wetsinge · Winsum · Zandeweer · Zoutkamp · Zuidwolde · Zuurdijk

Buurtschappen, gehuchten, wierden en buurten: 1e Nijhoezen · 2e Nijhoezen · 't Aagt · Abbeweer · Alinghuizen · Arwerd · Barnegaten · Bellingeweer · Bethlehem · Beusum · Bokum · Breede · Broek · Het Bultje · De Dingen · De Raken · De Vennen · Den Haver · Deikum · Doodstil · Douwen · Duisterwinkel · Eelswerd · Eemshaven · Elens · Ellerhuizen · Ernstheem · Ewer · Grijssloot · Groot Maarslag · Groot Wetsinge · De Haar · Hammeland · Den Hander · Harssens · Hefswal · Hekkum · Helwerd · Heuvelderij · Hiddingezijl · Holwinde · De Hoogte · De Horn · De Houw · 't Houweel · De Hucht · Kaakhorn · Katershorn · Kattenburg · Klei · Kleine Huisjes · Klein Garnwerd · Klein Maarslag · Klein Wetsinge · Kolham · Koningslaagte · Koningsoord · De Knijp · Kruisweg · Lutje Marne · Lutke Saaxum · Maarhuizen · (Marnehuizen) · Menkeweer · Menneweer · Midhalm · Midhuizen · Mollenhuizen · Nijenklooster · Noordpolder · Noordpolderzijl · Obergum · Oldenzijl · Oldorp · Oosterhorn · Oosterhuizen (Eenrum) · Oosterhuizen (Zuidwolde) · Oudedijk · Oudeschip · Paapstil · Panser · Plattenburg · Polen · Ranum · Reidland · Roodehaan · Schapehals · Schaphalsterzijl · Schilligeham · Schouwen · Schouwerzijl · Sint Annerhuisjes · 't Stort · De Streek · Takkebos · Ter Laan · Tijum · Valcum · Valom · Wadwerd · Walsweer · Westerhorn (De Marne) · Westerhorn (Hogeland) · Westerklooster · Westpolder · Wierhuizen · Wierum · 't Wildeveld · Willemsstreek · Zevenhuizen